# Ère Ōhō
L'ère Ōhō (応保) est une des ères du Japon (年号, nengō, lit. « nom de l'année ») après l'ère Eiryaku et avant l'ère Chōkan. Cette ère couvre la période allant du mois de septembre 1161 au mois de mars 1163. L'empereur régnant est Nijō-tennō (二条天皇).

## Changement d'ère
- 28 juillet 1161 Ōhō gannen (長寛元年?) : Le nom de la nouvelle ère est créé pour marquer un événement ou une série d'événements. L'ère précédente se termine là où commence la nouvelle, en Eiryaku 2, le 4e jour du 9e mois de 1161[3].

## Événements de l'ère Ōhō
- 1161 (Ōhō 1, 2e mois) : l'empereur visite le sanctuaire Kasuga-taisha et d'autres sanctuaires situés juste à l'extérieur des limites de la capitale[4].
- 31 juillet 1162 (Ōhō 2, 18e jour du 6e mois): Fujiwara no Tadazane meurt[3].

| Ōhō       | 1re  | 2e   | 3e   |
| Grégorien | 1161 | 1162 | 1163 |